# Wolski rajon
Der Wolski rajon (russisch Вольский район) ist ein Rajon in der russischen Oblast Saratow. Das Verwaltungszentrum ist die Stadt Wolsk.

## Geographie und Natur

### Geographische Lage
Der Wolski rajon liegt im nördlichen Teil der Oblast Saratow, etwa 150 Kilometer nordöstlich der Stadt Saratow. Der Rajon befindet sich am westlichen Ufer der Wolga, unterhalb des Saratower Stausees. Geprägt ist der Rajon durch seine Lage am Rand der Wolgaplatte und die dadurch entstehende Hanglage.

### Nachbarrajons
| Baltaiski rajon            | Oblast Uljanowsk | Chwalynski rajon  | Saratower Stausee |
| Basarno-Karabulakski rajon |                  | Saratower Stausee | Balakowski rajon  |
| Woskressenski rajon        | Wolga            | Wolga             | Balakowski rajon  |
| Wolga                      | Marxowski rajon  |                   |                   |

### Gewässer
Der Rajon wird im Osten durch die Wolga begrenzt, die hier aus dem Saratower Stausee herausfließt. Innerhalb der Stadt Wolsk mündet der kleine Fluss Malykowka (Малыковка) in die Wolga.

### Flora und Fauna

#### Flora
Der Rajon ist geprägt durch seine Lage an den Hängen des Höhenzuges der Wolgaplatte. Durch diese Lage und die schwierige Zugänglichkeit der Region zählt der Rajon zu den am stärksten bewaldeten Gegenden in der Oblast Saratow.

#### Fauna
Durch die weitläufigen Wälder, die Wolga mit ihren vielen Inseln unterhalb des Stausees sowie den kleineren Flüssen und Bächen, die aus dem Höhenzug zur Wolga fließen, ist die Tierwelt speziell im Wolski rajon äußerst artenreich. In den Wälder kann man hauptsächlich verschiedene Elcharten, Wildschweine und Schneehasen finden. An den Flüssen haben sich größere Kolonien von Murmeltieren angesiedelt. An Vögeln findet man vor allem verschiedene Hühnervögelarten wie das Auerhuhn und andere Fasanenartige sowie Rebhühner.

## Gliederung
Der Rajon gliedert sich in Stadtgemeinden mit der Stadt Wolsk und einer Siedlung städtischen Typs sowie 14 Landgemeinden mit insgesamt 62 Dörfern. Die größten Siedlungen (Stand: 2006) innerhalb des Rajon sind:
- Wolsk 69.603 Einwohner (Verwaltungszentrum)
- Sennoi (Сенной) 7.900 Einwohner (Siedlung städtischen Typs)
- Tscherkasskoje (Черкасское) 3.700 Einwohner (Siedlung, bis 2012 Siedlung städtischen Typs)
- Tersa (Терса) 3.094 Einwohner
- Baranowka (Барановка) 1.247 Einwohner
- Werchnja Tschernawka (Верхняя Чернавка) 1.100 Einwohner
- Nischnja Tschernawka (Нижняя Чернавка) 1.078 Einwohner

Die „geschlossene Stadt“ Schichany wird von Rajon umschlossen, bildet aber einen eigenständigen Stadtkreis.

## Wirtschaft und Infrastruktur

### Wirtschaft
Im Rajon befinden sich verschiedene natürliche Vorkommen, aus denen Baumaterialien gewonnen werden. Besonders die Zementindustrie hat sich hier mit mehreren kleinen Betrieben angesiedelt.
Die Landwirtschaft konzentriert sich auf den Anbau von Getreide, Sonnenblumen und verschiedene Gemüsesorten.

### Verkehr
Durch die starke Hanglage am Rand der Wolgaplatte ist die Straßenführung in vielen Teilen des Rajons schwierig mit starken Neigungen und engen Kurven.

## Kultur und Sehenswürdigkeiten

### Bildung
Im Rajon befinden sich fünf pädagogische Schulen, eine medizinische Schule, eine Militärschule und acht Schulen aus den Bereichen Kunst und Musik.

### Theater und Museen
Das Kulturelle Leben im Rajon konzentriert sich auf das Verwaltungszentrum Wolsk. Hier befindet sich ein Theater und ein Heimatkundemuseum.